# Pietro Micca (sommergibile 1931)
Il Pietro Micca fu un sommergibile posamine della Regia Marina. Varato nel 1935, rimase in servizio per poco meno di otto anni, affondato dal sommergibile della Royal Navy HMS Trooper nel corso della Seconda guerra mondiale.

## Progetto e costruzione
Negli anni trenta, dopo il deludente risultato della classe Bragadin, la Regia Marina non era ancora riuscita ad ottenere un sommergibile posamine di buone caratteristiche.
Le prestazioni che il progetto del Micca si prefissava erano molto ambiziose: il nuovo sommergibile avrebbe dovuto avere la capacità sia di effettuare posa di mine che di essere impiegato come normale sommergibile d'attacco (con i siluri), avere un buon armamento di superficie, grandi velocità ed autonomia, buone caratteristiche di tenuta del mare e di manovrabilità, apparato per la posa delle mine funzionante ottimamente; il sommergibile, appartenente al tipo «Bernardis» a semplice scafo con controcarene laterali e doppi fondi resistenti e progettato dal capitano del Genio Navale ingegner Virginio Cavallini (uno dei principali progettisti di sommergibili italiani), risultò in effetti una buona unità dotata di tutte le caratteristiche di progetto; fu però di notevoli dimensioni (anche se non fu il più grande sommergibile italiano in termini di dislocamento lo fu in termini di lunghezza, con 90 metri), molto complesso e soprattutto molto costoso, per cui non fu riprodotto in più unità.
Uno sviluppo del progetto del Micca, più semplice ed economico, fu costituito dalla classe Foca.
Il Micca era munito di un cercatore a ultrasuoni.

## Storia
Dopo la consegna alla Regia Marina fu dislocato a Taranto, in seno al IV Gruppo Sommergibili.
Prese clandestinamente parte alla guerra civile spagnola con due missioni, al comando del capitano di corvetta Ernesto Forza: nella prima, partito da Napoli il 23 gennaio 1937, pattugliò le acque al largo di Valencia senza individuare navi sospette e rientrò il 2 febbraio; la seconda, cominciata il 13 febbraio, abortì dopo un giorno perché fu ordinata la sospensione dell'offensiva subacquea ed il rientro di tutte le unità.
Durante la grande rivista navale H del 5 maggio 1938, tenutasi nel Golfo di Napoli in onore di Adolf Hitler, il Micca (comandato sempre da Forza) fu alla testa dello schieramento di 85 sommergibili che si ‘esibirono’ in un'immersione seguita da una breve navigazione subacquea e da una successiva emersione e salva di 11 colpi con i cannoni.
Con l'ingresso dell'Italia nel secondo conflitto mondiale il Micca si trovava già in missione da una settimana; nella notte del 12 giugno 1940 effettuò la posa di 40 mine nei pressi del porto di Alessandria d'Egitto.
In seguito ne assunse il comando il capitano di fregata Alberto Ginocchio; nella notte del 12 agosto, esattamente come due mesi prima, posò altre 40 mine a nordovest di Alessandria, e due giorni dopo lanciò un siluro dai tubi di poppa, da breve distanza, contro due cacciatorpediniere inglesi in navigazione una novantina di miglia a nordovest di Alessandria: fu avvertita l'esplosione del siluro che potrebbe indicare un danneggiamento, ma non vi sono conferme.
Successivamente il sommergibile fu modificato per essere adibito a missioni di trasporto. L'ammiraglio Karl Dönitz, comandante della flotta subacquea tedesca, propose il trasferimento del Micca a Bordeaux, sede della base italiana di BETASOM, per impiegare il sommergibile nel minamento delle acque prospicienti l'importante porto di Freetown, in Africa occidentale; la Kriegsmarine non disponeva infatti all'epoca di sommergibili posamine di grande autonomia, mentre il Micca avrebbe potuto raggiungere agevolmente la zona di Freetown. La Regia Marina non volle però accordare il trasferimento del sommergibile, sia perché la base di Bordeaux era sprovvista di strutture adatte ad un sommergibile posamine, sia perché il Micca era ritenuto più utile per il trasporto di materiali in Mediterraneo.
A partire dal febbraio 1941 (con il capitano di corvetta Guido d'Alterio come nuovo comandante) il Micca svolse varie missioni di trasporto (15 in tutto, con il trasporto di 2 163 tonnellate di rifornimenti con destinazione sia la Libia che l'Egeo.
Il 13 marzo 1941 il sommergibile (partito da Lero due giorni prima) lanciò infruttuosamente un siluro contro un gruppo di cacciatorpediniere nemici.
A inizio aprile 1941, mentre era in navigazione da Taranto a Lero, avvistò a sud di Creta un convoglio che attaccò lanciando due siluri da 1500 metri: furono avvertiti due scoppi (ma non esistono riscontri), mentre il sommergibile si allontanava in immersione. Giunto a Lero, il 5 aprile, fu gravemente danneggiato dallo scoppio di un siluro scivolato fuori da uno dei tubi di poppa (altre fonti attribuiscono l'esplosione ad una mina); trainato in porto, dopo le prime riparazioni d'emergenza, si portò a Taranto dove furono effettuate le grandi riparazioni, protrattesi da giugno a novembre del 1941.
Nel luglio 1941 ebbe seri danni per una violenta tempesta, dovendo tornare in porto e lamentando la perdita del sottocapo Giuseppe Canta, medaglia di bronzo al V.M., dapprima ferito in una incursione poi, nel tentativo di spegnimento di un incendio a bordo di un aereo caduto nella vicinanza dell’unità, venne proiettato in mare dall’ondata di esplosione di un siluro.
Fu poi ancora impiegato in missioni di trasporto; a metà dicembre 1941 il comandante D'Alterio fu rimpiazzato dal parigrado Alberto Galeazzi.
Nel 1942 effettuò, tra l'altro, una missione offensiva nei pressi di Malta, senza risultati.
Il 15 giugno 1943 ne assunse il comando il tenente di vascello Paolo Scrobogna.
Il 24 luglio 1943 salpò da Taranto diretto a Napoli, ma quattro giorni dopo, di sera, fu colto da un'avaria al largo di Capo Spartivento Calabro e dovette invertire la rotta.
Avrebbe dovuto incontrarsi al largo di Santa Maria di Leuca con un'unità scorta, la Bormio; ma fu individuato dal sommergibile britannico HMS Trooper che, alle 6:05 de 29 luglio, gli lanciò una sventagliata di sei siluri uno dei quali centrò il Micca a mezza nave, provocandone il repentino affondamento a 3 miglia per 207° dal faro di Santa Maria di Leuca (altre fonti riportano invece che il Trooper lanciò una prima coppiola di siluri, evitati dal Micca, e poi una seconda che centrò il sommergibile italiano mentre stava invertendo la rotta).
Il comandante Scrobogna e 17 fra ufficiali, sottufficiali e marinai furono sbalzati in mare e tratti in salvo da barche di pescatori dalla Bormio sopraggiunta poco dopo; con il Micca scomparvero due ufficiali, 62 fra sottufficiali e marinai e anche un operaio.
Secondo varie fonti parte dell'equipaggio rimasto intrappolato nel relitto (adagiato a 72 metri di profondità) non morì subito: si udirono rumori per due giorni dopo l'affondamento, e secondo alcuni pescatori il terzo giorno furono sentiti degli spari.
Il sommergibile aveva svolto 24 missioni di guerra (4 offensivo-esplorative, 14 di trasporto, 2 di posa di mine, 4 di addestramento o trasferimento) navigando per 23 140 nmi.
Il relitto del Micca è stato individuato nel 1994 a tre miglia dalla costa, fra gli 80 e gli 85 metri di profondità.

### Annotazioni
1. ↑  Al tempo era inquadrato nella XVI Squadriglia Sommergibili di La Spezia e comandato dal capitano di fregata Vittorio Meneghini.
2. ↑  A quel tempo territorio dell'Impero britannico, dal 1961 divenuto stato indipendente come Sierra Leone.

### Fonti
1. ↑  RSMG Micca
2. 1 2 3  Giorgerini 2002, pp. 162-163.
3. ↑  Giorgerini 2002, p. 212.
4. 1 2 3 4 5 6 7 8 9 10 11 12 13 14 15 16 17 18 19  Sommergibile "MICCA" (2°)
5. ↑  Giorgerini 2002, p. 207.
6. ↑  Giorgerini 2002, p. 242.
7. 1 2 3 4 5  Grupsom, Regio Sommergibile Pietro Micca.
8. ↑  Giorgerini 2002, p. 367.
9. ↑   I nostri eroi, su ANMI – Gruppo di Bari. URL consultato l'8 ottobre 2017 (archiviato dall'url originale il 7 ottobre 2017).
10. 1 2  La tragica fine del Sergente Motorista Navale FRANCESCO GRIMALDI e del sommergibile Pietro Micca[collegamento interrotto]
11. ↑  L'AFFONDAMENTO DEL SOMMERGIBILE “PIETRO MICCA” Archiviato l'11 agosto 2013 in Internet Archive.
12. ↑  http://www.salentovip.it/notizie-e-curiosit-/pietro-micca.html[collegamento interrotto]
13. ↑  relitti.it - relitto PIETRO MICCA
14. ↑  Ritrovamento del Sommergibile Oceanico Italiano Pietro Micca